# Campeonato NCAA de waterpolo femenino
El Campeonato NCAA de waterpolo femenino es la competición de waterpolo femenino en los juegos del National Collegiate Athletic Association. Empezaron a celebrarse los campeonatos de waterpolo femenino en 2001.
El equipo que más veces ha ganado el campeonato es la Universidad de California-Los Angeles Bruins, que lo ha hecho en 6 ocasiones. 

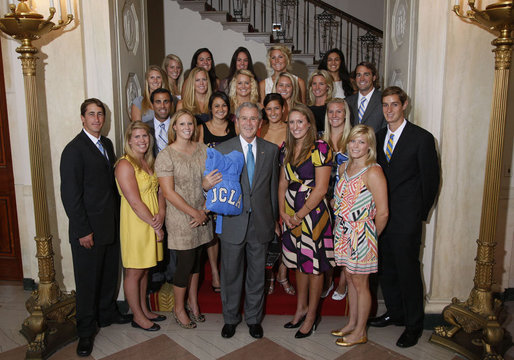
Las integrantes del equipo femenino de waterpolo de la Universidad de California-Los Angeles Bruins son homenageadas en la Casa Blanca por el Presidente de los Estados Unidos George W. Bush en junio de 2008 tras ganar el campeonato.

## Palmarés
- 7 títulos: UCLA
- 2 títulos: Stanford
- 2 títulos: Southern California

## Historial
- 2011: Stanford
- 2010: Southern California
- 2009: UCLA
- 2008: UCLA (33-0)
- 2007: UCLA (28-2)
- 2006: UCLA (29-4)
- 2005: UCLA (33-0)
- 2004: Southern California (29-0)
- 2003:	UCLA (23-4)
- 2002: Stanford (23-2)
- 2001: UCLA (19-4)